# Pučery
Pučery jsou vesnice v okrese Kolín, je součástí obce Kořenice. Nachází se asi 2,5 kilometru západně od Kořenic. Prochází tudy železniční trať Kolín–Ledečko.  Pučery jsou také název katastrálního území o rozloze 3,98 km².

## Historie
První písemná zmínka o vesnici pochází z roku 1436.
V letech 1869–1880 k vesnici patřily Poďousy.

## Další fotografie

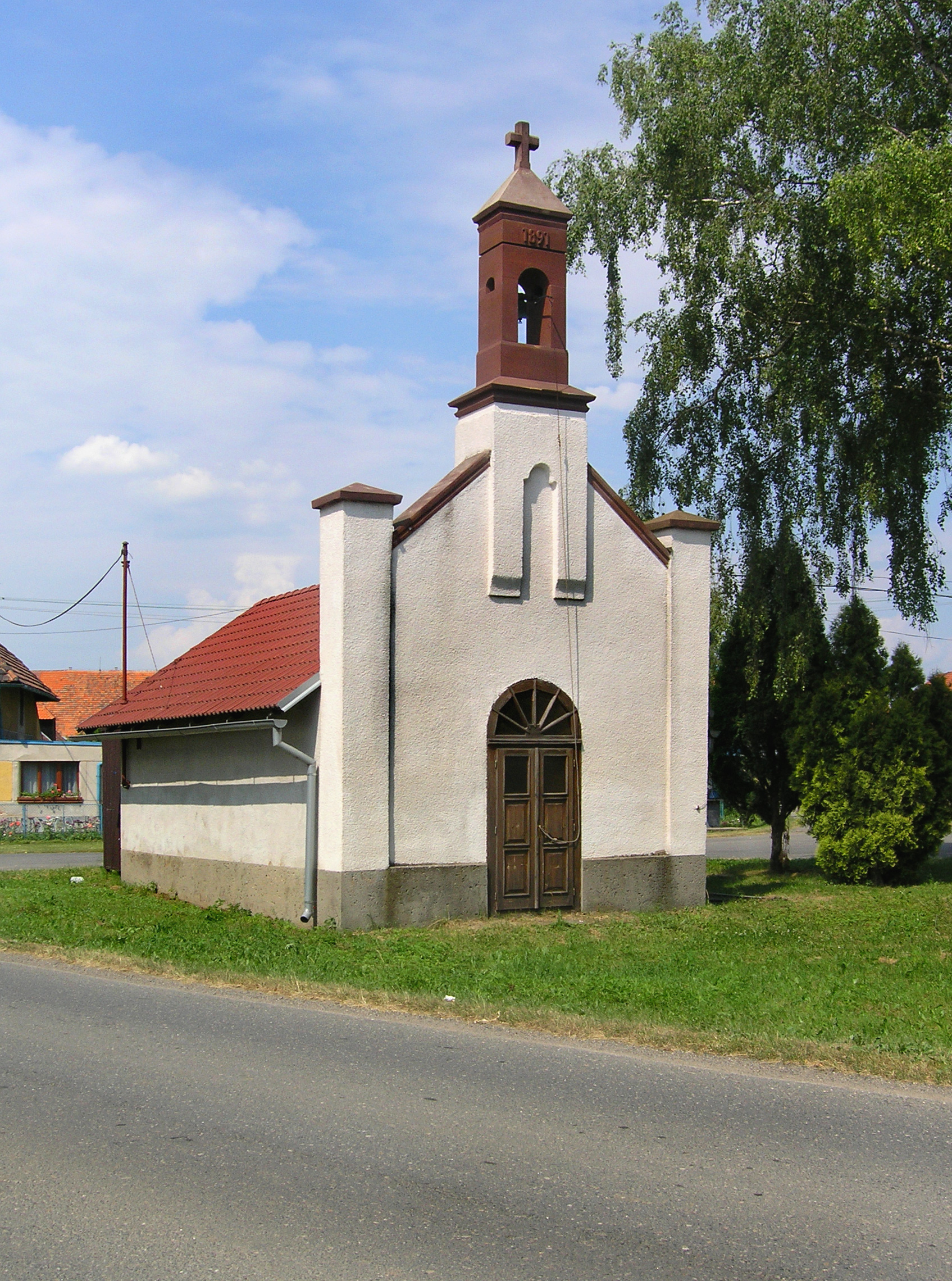
Kaple na návsi
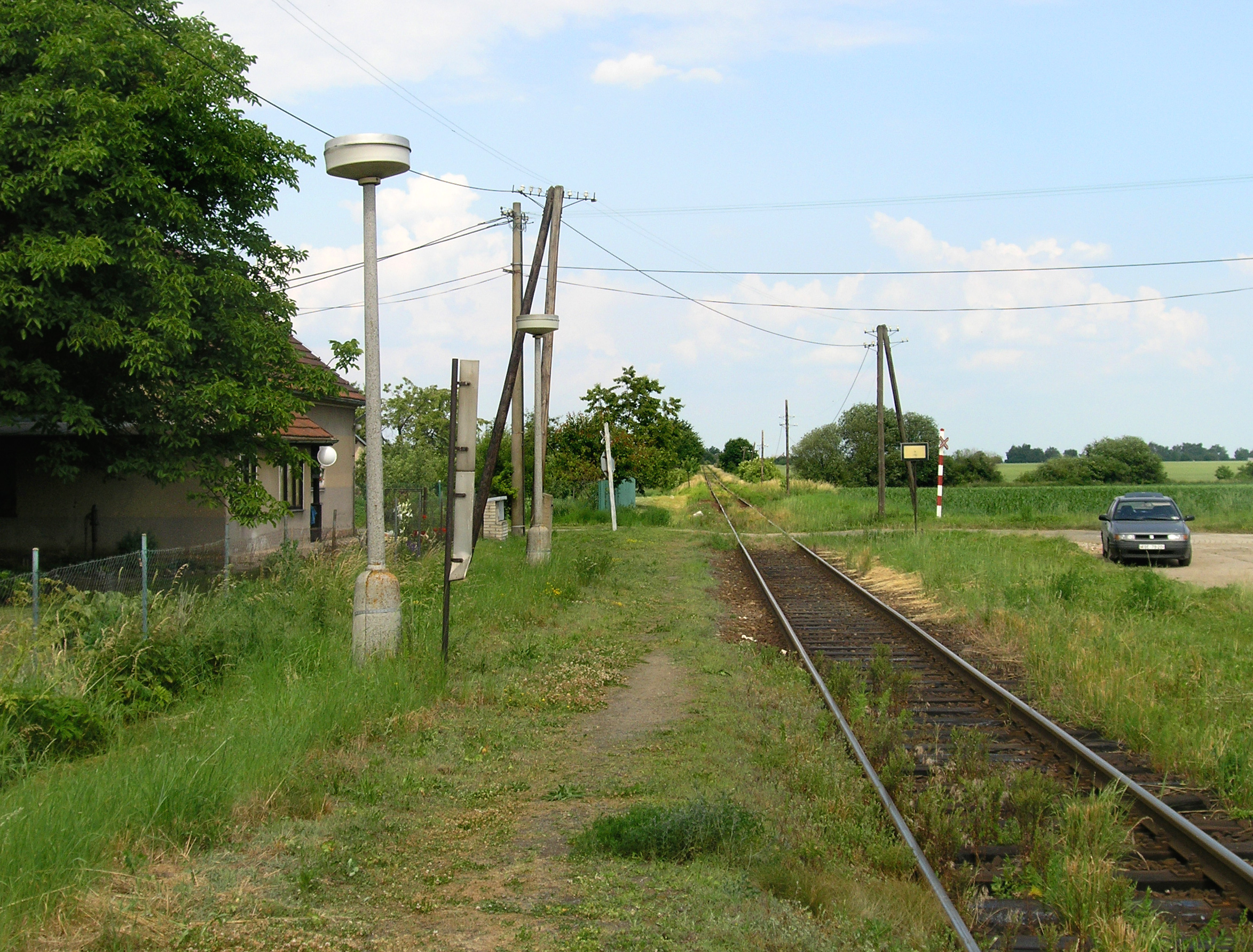
Železniční zastávka
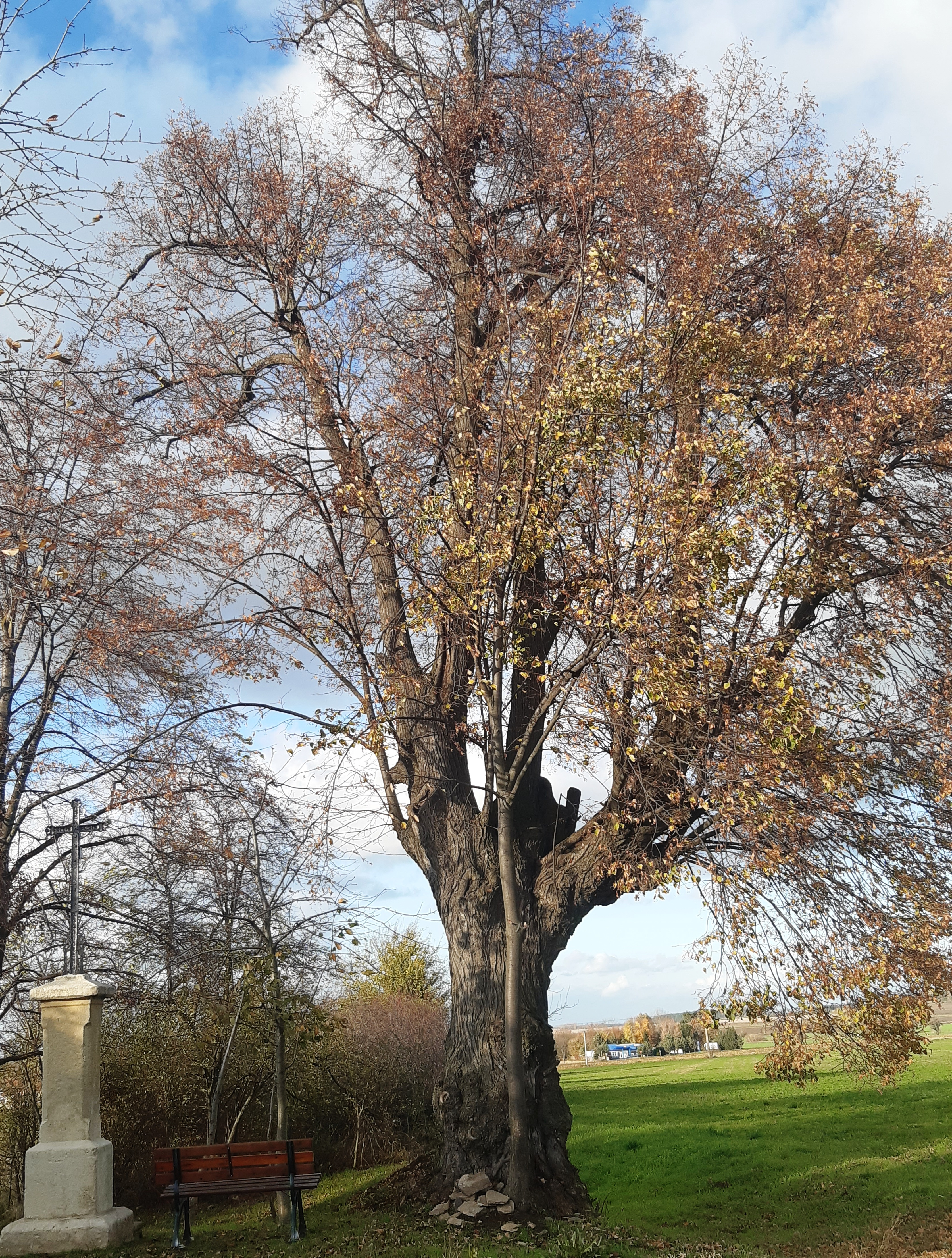
Lípa u Pučer